# El artista (single)
«El artista» es el primer sencillo de Hidrogenesse editado en México publicado por el sello Vale Vergas en formato vinilo siete pulgadas.
La letra de "El artista" parte de unas declaraciones del realizador de cine catalán Albert Serra."Hôtel" es la adaptación al catalán de un poema de Guillaume Apollinaire musicado por Francis Poulenc en 1940. "Diós es fumador de habanos" es la adaptación al castellano de "Dieu fumeur de havanes", un dueto grabado originalmente por Serge Gainsbourg y Catherine Deneuve en 1980 para la película Je Vous Aime de Claude Berri.

## Lista de canciones
1. «El artista»
2. «Hôtel»
3. «Dieu fumeur de havanes»

El realizador Txema Novelo dirigió el videoclip de "El artista" en París.